# جيرزي بوزيك
جيرزي كارول بوزيك [ييجي بوزِكْ] (بالبولندية: Jerzy Karol Buzek)‏ (من مواليد الثالث من يوليو من عام 1940) هو سياسي بولندي وعضو في البرلمان الأوروبي عن بولندا. شغل منصب رئيس وزراء بولندا من عام 1997 إلى عام 2001، ومنذ انتخابه إلى البرلمان الأوروبي في عام 2004، تولى منصب رئيس البرلمان الأوروبي بين عامي 2009 و2012. هو متزوج من لودغاردا بوزيك ووالد الممثلة البولندية أغاتا بوزيك.

## سنيه الأولى
وُلد جيرزي كارول بوزيك في عائلة تعتنق اللوثرية في الثالث من يوليو من عام 1940 في سميلوفيتسي، تشيكوسلوفاكيا (في ظل احتلال ألمانيا النازية لها). وُلد في عائلة بوزيك البارزة، والتي شاركت في السياسة البولندية في الجمهورية البولندية الثانية خلال فترة ما بين الحربين العالميتين. كانت العائلة جزءًا من المجتمع البولندي في زاولزي. كان والد بوزيك مهندسًا. بعد الحرب العالمية الثانية، انتقلت عائلته إلى خوجوف. يعتنق بوزيك اللوثرية.

## حياته المهنية
في عام 1963، تخرج بوزيك من قسم الميكانيك والطاقة من جامعة سيليزيان للتكنولوجيا، متخصصًا في الهندسة الكيميائية. صار عالمًا في معهد الهندسة الكيميائية في الأكاديمية البولندية للعلوم. عمل أستاذًا للعلوم التقنية منذ عام 1997. وهو حائز على دكتوراه فخرية أيضًا من جامعات سول ودورتموند وغيرها.
من عام 1997 إلى عام 2001، كان بوزيك رئيس وزراء ائتلافي لبولندا.
أصبح في عام 1998 الفائز الأول بجائزة غجيغوج بالكا ورُشح لجائزة أفضل أوروبي لهذا العام من قبل منتدى غرف الأعمال في الاتحاد الأوروبي.
في عام 1998، سمته مجلة دبليو بروست البولندية السياسية النافذة «شخص العام». فاز بالجائزة مرة أخرى في عام 2009. عند تسلم الجائزة ثانية، بصفته رئيسًا للبرلمان الأوروبي، أكد أنه كان أول فائز يُكرم على عمله خارج حدود بولندا.
كان أول رئيس وزراء في جمهورية بولندا الثالثة يُتم مدة ولايته كاملة.
بعد خسارته الانتخابات البرلمانية في عام 2001، انسحب من الحياة السياسية وركز على عمله العلمي، ليصبح حامي الأكاديمية البولندية للعلوم في تشيستوخوفا وأستاذًا في كلية الهندسة الميكانيكية في جامعة أوبولي للتكنولوجيا في أوبولي.
شهدت عودته إلى الحياة السياسية في عام 2004 حصوله على أكبر نسبة أصوات في بولندا بوصفه عضوًا عن كاتوفيتسه في البرلمان الأوروبي متقدمًا تحت راية حزب المنصة المدنية.
أثناء أدائه مهامه بصفة رئيس البرلمان الأوروبي، في يوم 30 مارس من عام 2011، تلقى زمالة شرفية في معهد المهندسين الكيميائيين في اجتماع للاتحاد الأوروبي للهندسة الكيميائية (أي إف سي أي) في بروكسل، بلجيكا.

## عمله في السياسة
في الثمانينيات، كان بوزيك ناشطًا في الحركات المناهضة للشيوعية، بما فيها القانونية (في عامي 1980 – 1981 ومنذ 1989) وحركة تضامن (اتحاد العامل البولندي) (بين عامي 1981 – 1989) والحركة السياسية في بولندا الشيوعية السريتين. كان منظمًا نشطًا للسلطات النقابية الإقليمية والوطنية السرية. كان رئيس الاجتماعات الوطنية العامة الأربعة أيضًا (الأول والرابع والخامس والسادس) وقتما سُمح لحركة تضامن بالمشاركة في سير العملية السياسية مرة أخرى.
كان جيرزي بوزيك عضوًا في اتحاد العمل الانتخابي لحركة تضامن (أيه دبليو إس) وشريكًا في كتابة البرنامج الاقتصادي لأيه دبليو إس. بعد انتخابات عام 1997، انتُخب عضوًا في السيم، وهو مجلس النواب في البرلمان البولندي، وسرعان ما عُين رئيس وزراء بولندا. في عام 1999، أصبح رئيسًا لحركة أيه دبليو إس الاجتماعية وفي عام 2001 أصبح رئيسًا لاتحاد العمال الانتخابي لحركة تضامن.

## جوائز
حصل على جوائز منها:
- وسام الصليب الأكبر من وسام إيزابيلا الكاثوليكية
- ترتيب النسر الأبيض
- جائزة ولاية شمال الراين وستفاليا.